# Kirsten Gerhard
Kirsten Gerhard ist eine deutsche Fernsehmoderatorin, Journalistin und Nachrichtensprecherin bei der Tagesschau sowie Tagesschau24.

## Leben und Karriere
Kirsten Gerhard studierte Geschichte und Politikwissenschaft in Berlin.
Nach einem Volontariat bei Radio ffn in Hannover wurde Gerhard Redakteurin und Moderatorin bei Sat.1. Für den Beitrag Was geschah wirklich? Der Airbus-Absturz bei Straßburg wurde sie 1994 mit dem Axel-Springer-Preis für junge Journalisten ausgezeichnet. Ab dieser Zeit wurde Gerhard auch für die Sender NDR und MDR als selbständige Autorin tätig.
2000 wurde Gerhard Autorin bei Spiegel TV. Von 2001 bis 2007 gehörte sie zu den Moderatoren des Journals bei DW-TV. Seit 2008 ist sie Sprecherin der Tagesschau. Von 2017 bis zur Einstellung Ende 2022 moderierte Gerhard zudem vertretungsweise das Nachtmagazin.
Am 22. September 2020 sprach sie vertretungsweise ihre erste 20-Uhr-Ausgabe der Tagesschau.